# Unione Sportiva Anconitana 1964-1965
Questa pagina raccoglie le informazioni riguardanti l'Unione Sportiva Anconitana nelle competizioni ufficiali della stagione 1964-1965.

## Rosa
| N. |                   | Ruolo | Calciatore              |
| -- | ----------------- | ----- | ----------------------- |
|    | Italia (bandiera) | A     | Antonio Belelli         |
|    | Italia (bandiera) | A     | Vasco Bertolotti        |
|    | Italia (bandiera) | A     | Gian Franco Brignoccoli |
|    | Italia (bandiera) | A     | Tullio Buratti          |
|    | Italia (bandiera) | A     | Angelo Calderoni        |
|    | Italia (bandiera) | D     | Roberto Cannarozzo      |
|    | Italia (bandiera) | D     | Claudio Castagnino      |
|    | Italia (bandiera) | C     | Antonino Ferrari        |
|    | Italia (bandiera) | A     | Giuseppe Franzò         |
|    | Italia (bandiera) | D     | Alberto Gambi           |
|    | Italia (bandiera) | C     | Giampaolo Giampaoli     |
|    | Italia (bandiera) | P     | Nicola Giannini         |

| N. |                   | Ruolo | Calciatore            |
| -- | ----------------- | ----- | --------------------- |
|    | Italia (bandiera) | A     | Mattia Luca           |
|    | Italia (bandiera) | A     | Sergio Martini        |
|    | Italia (bandiera) | C     | Alighiero Matassini   |
|    | Italia (bandiera) | C     | Antonio Montico       |
|    | Italia (bandiera) | A     | Claudio Mosci (Pucci) |
|    | Italia (bandiera) | D     | Giacomo Padovan       |
|    | Italia (bandiera) | C     | Paolo Peloni          |
|    | Italia (bandiera) | D     | Vittorio Pitta        |
|    | Italia (bandiera) | D     | Claudio Pribaz        |
|    | Italia (bandiera) | D     | Marino Recchi         |
|    | Italia (bandiera) | A     | Renzo Uzzecchini      |
|    | Italia (bandiera) | P     | Sergio Vendramin      |